# Józef Rząśnicki

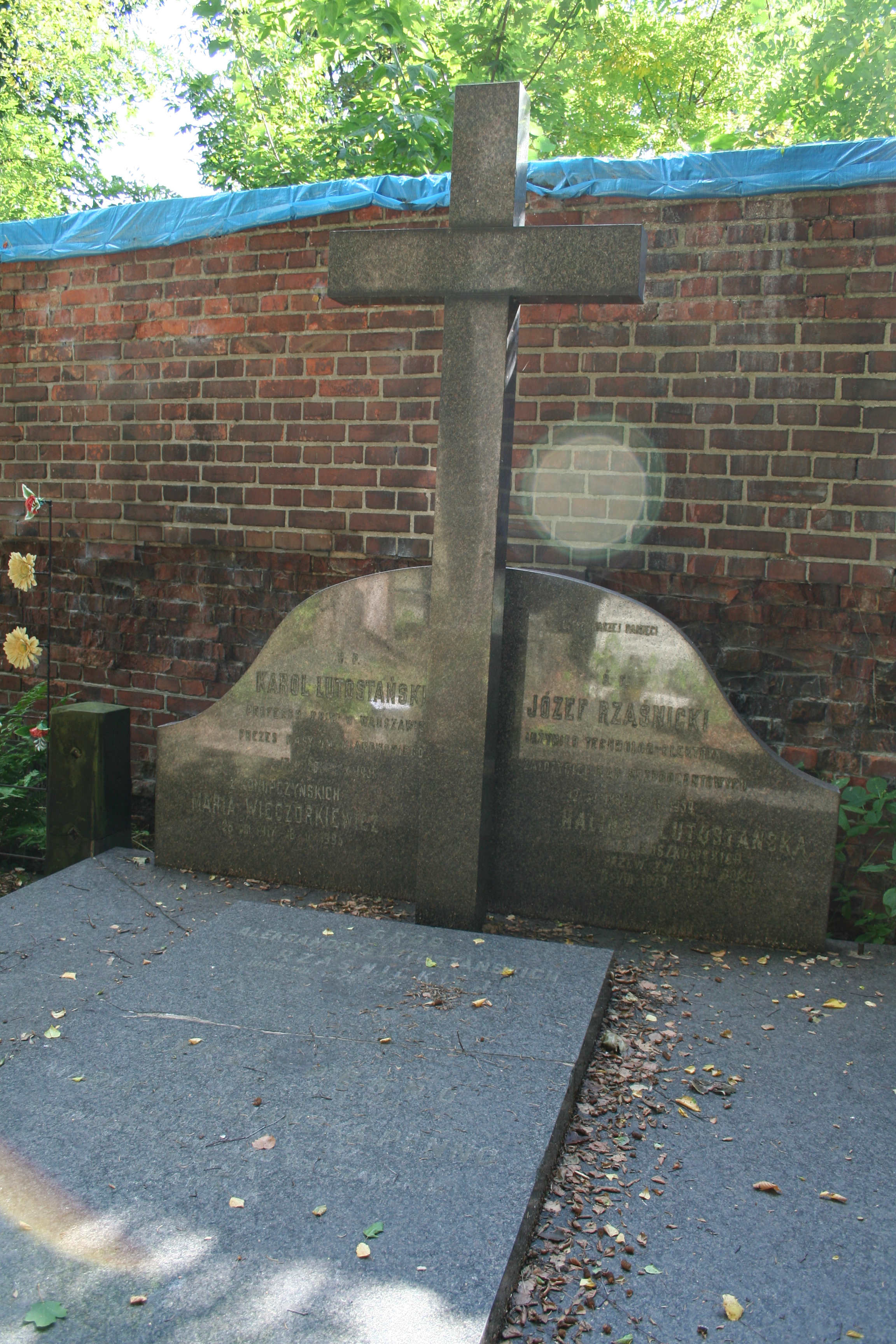
Grób Karola Lutostańskiego i Józefa Rząśnickiego na warszawskim cmentarzu Stare Powązki

Józef Rząśnicki (ur. 12 listopada 1882 w Bublejkach na Nowogródczyźnie, zm. 4 lutego 1939 w Warszawie) – inżynier elektryk, metrolog, działacz charytatywny.
Ukończył studia na Wydziale Mechanicznym Instytutu Technologicznego w Petersburgu (1914) i w Instytucie Elektrotechnicznym im. Montefiore przy Wydziale Technicznym Uniwersytetu w Liège (1921), gdzie uzyskał dyplom inżyniera elektryka. Po przyjeździe do Warszawy rozpoczął pracę w Głównym Urzędzie Miar (GUM).   W latach 1922–1937 był kolejno: asystentem, pracownikiem naukowym, członkiem kierownictwa GUM i szefem oddziału pomiarów elektrycznych (kierownik działu elektrycznego). W 1937 ze względu na zły stan zdrowia zrezygnował z pracy zawodowej.
Opracowywał przepisy i instrukcje GUM o legalizacji i sprawdzaniu elektrycznych przyrządów pomiarowych. Był członkiem Stowarzyszenia Elektryków Polskich (SEP) i Stowarzyszenia Techników Polskich w Warszawie. Wygłaszał liczne wykłady i odczyty z zakresu metrologii elektrycznej, a także opublikował szereg artykułów i opracowań z tej dziedziny, np. referat Przepisy państwowe dotyczące sprawdzania i cechowania liczników elektrycznych i transformatorów miernikowych, ze szczególnym uwzględnieniem przepisów polskich na III Kongresie Międzynarodowego Związku Wytwórców i Rozdzielców Energii Elektrycznej UNIPEDE w Brukseli w 1930. Za zasługi przy organizacji służby legalizacji narzędzi mierniczych 16 stycznia 1930 został mu nadany Złoty Krzyż Zasługi.
Poza pracą zawodową prowadził działalność o charakterze charytatywno-organizacyjnym, m.in. był członkiem Zarządu Głównego Polskiej Centralnej Kasy Kredytu Bezprocentowego.
Mąż Aleksandry z Lutostańskich (1875–1971), córki prawnika i sędziego Seweryna Lutostańskiego. 
Został pochowany na cmentarzu Stare Powązki w Warszawie (kwatera 182-2-14,15).

## Publikacje
Józef Rząśnicki, Urządzenia do wzorcowania liczników, „Przegląd Elektrotechniczny” 1925, nr 14-16.